# Rivière du Chef
Pour les articles homonymes, voir Chef.
La rivière du Chef est un affluent de la rivière Ashuapmushuan, coulant dans la région administrative du Saguenay-Lac-Saint-Jean, au Québec, au Canada. Le cours de cette rivière traverse les municipalités régionales de comté (MRC) de :
- Maria-Chapdelaine : territoire non organisé de Rivière-Mistassini ;
- Le Domaine-du-Roy : territoire non organisé du Lac-Ashuapmushuan.

La "rivière du Chef" s’avère le principal affluent de la rivière Ashuapmushuan. Elle coule dans les cantons de Bonne, de Gauvin, de Duberger, de Thibaudeau, de Sarrasin, de Denys, de Piat, de  Corbeil, de Guyart, d’Aiguillon, de Théberge et de Desgly. La partie inférieure du cours de la rivière s'avère la séparation entre la MRC Le Domaine-du-Roy et la MRC de Maria-Chapdelaine. Tandis que la partie intermédiaire et supérieure du cours d'eau passe dans la MRC du Le Domaine-du-Roy en longeant plus ou moins la limite des deux MRC. La foresterie constitue la principale activité économique de cette vallée ; les activités récréotouristiques, en second.
La route forestière R0203 (sens Nord-Sud) dessert la vallée de la rivière Hilarion, de la "rivière du Chef" et de la rivière Nestaocano ; cette route débutant au Sud à la jonction de la route 167 laquelle reliant Chibougamau à Saint-Félicien (Québec).
La surface de la Rivière du Chef est habituellement gelée du début novembre à la mi-mai, toutefois la circulation sécuritaire sur la glace se fait généralement de la mi-novembre à la mi-avril.

## Géographie

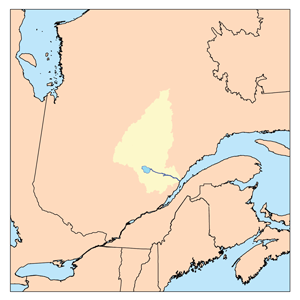
Bassin hydrographique du Saguenay

Les bassins versants voisins de la Rivière du Chef sont :
- côté nord : lac Laganière, Lac File Axe, rivière Hilarion, lac Mistassini, rivière Chalifour, rivière de la Révélation ;
- côté est : rivière Ouasiemsca, rivière Crochue, rivière Azianne, rivière Papillon, rivière Brûle-Neige ;
- côté sud : rivière Ashuapmushuan, lac Ashuapmushuan, lac Chigoubiche, lac Desgly ;
- côté ouest : rivière Mazarin, rivière Hilarion, rivière Boisvert (rivière Normandin), rivière de l’Épervier, rivière Chonard, rivière Dobleau, rivière des Grèves.

La "rivière du Chef" prend naissance à l'embouchure du lac File Axe (longueur : 16,1 km ; altitude : 454 m) lequel chevauche les cantons de Gauvin et de Bonne. L’embouchure de ce lac de tête est située à :
- 16,6 km à l’Est de la Baie du Poste (lac Mistassini) située au Sud du lac Mistassini ;
- 29,0 km au Sud-Est du centre du village de Mistissini (municipalité de village cri) ;
- 48,2 km au Nord-Est d’une baie du Nord-Est du lac Chibougamau ;
- 100,8 km au Nord de l’embouchure de la « Rivière du Chef » (confluence avec la rivière Ashuapmushuan) ;
- 68,3 km au Nord-Est du centre-ville de Chibougamau ;
- 197,6 km au Nord-Ouest de l’embouchure de la rivière Ashuapmushuan (confluence avec le lac Saint-Jean).

À partir de l’embouchure du lac File Axe, le cours de la "rivière du Chef" coule sur 155,6 km selon les segments suivants :
Cours supérieur de la rivière du Chef (segment de 54,6 km)
- 2,6 km vers le Sud, en traversant un lac sans nom (altitude : 450 m) formé par l'élargissement de la rivière, sur sa pleine longueur, jusqu’à son embouchure ;
- 5,0 km vers le Sud, en passant du canton de Gauvin à celui de Duberger, ainsi qu’en traversant le lac Carbonneau (longueur : 6,0 km ; altitude : 447 m) et un autre petit lac non identifié, jusqu’à son embouchure ;
- 2,3 km vers le Sud, jusqu’à la rive Nord du lac Laganière ;
- 9,6 km vers le Sud, en traversant le lac Laganière (longueur : 12,6 km ; altitude : 436 m) ;
- 13,7 km vers le Sud, puis le Sud-Ouest, jusqu’à la décharge du lac Complexe (venant du Nord-Ouest) ;
- 3,5 km vers le Sud en formant un crochet vers l’Est, jusqu’à la confluence de la Rivière Chonard (venant du Sud-Ouest) ;
- 17,9 km dont 8,7 km vers le Sud, puis 9,2 km vers l’Est, jusqu’à la confluence de la Rivière de la Petite Meule (venant du Nord) ;

Cours intermédiaire de la rivière du Chef (segment de 49,9 km)
À partir de la confluence de la rivière de la Petite Meule, le cours de la « rivière du Chef » coule sur :
- 12,8 km vers le Sud, jusqu’à la confluence de la Rivière de la Petite Grand-Mère (via le "lac de la Petite Grand-Mère", venant de l’Ouest) ;
- 9,1 km vers le Sud, jusqu’à la confluence de la rivière de l’Épervier (venant de l’Ouest) ;
- 15,9 km vers le Sud-Est en formant quelques serpentins, jusqu’à un coude de rivière ;
- 8,9 km vers le Sud en formant trois serpentins et en coupant une route forestière, jusqu’à la confluence de la rivière Dobleau ;
- 1,6 km vers l’Est, jusqu’à la limite Nord du canton de Guyart ;
- 1,6 km vers le Sud dans le canton de Guyart, en formant un crochet vers l’Est, jusqu’à la confluence de la rivière Nestaocano (venant du Nord) ;

Cours inférieur de la rivière du Chef (segment de 51,1 km)
À partir de la confluence de la rivière Nestaocano, le cours de la « rivière du Chef » coule sur :
- 12,4 km vers le Sud formant un crochet de 1,5 km vers l’Est en fin de segment, jusqu’à la limite Nord du canton de Desgly ;
- 9,0 km vers le Nord-Est en formant une courbe vers le Nord, jusqu’à un coude de rivière ;
- 4,1 km vers le Sud-Est, jusqu’à la limite Nord du canton de D’Aiguillon ;
- 1,3 km vers le Sud-Est dans le canton d’Aiguillon, jusqu’à la confluence de la rivière Azianne (venant du Nord) ;
- 4,3 km vers le Sud dans le canton d’Aiguillon, puis le canton de Guyart, jusqu’à la limite Nord du canton de Théberge ;
- 18,5 km vers le Sud dans le canton de Théberge, jusqu’à la limite Nord du canton de Desgly ;
- 1,5 km vers le Sud-Est dans le candon de Desgly, jusqu’à son embouchure[2].

La confluence de la « Rivière du Chef » avec la rivière Normandin est située à :
- 33,0 km au Nord-Est de l’embouchure de la rivière Normandin (confluence avec la rivière Ashuapmushuan ;
- 25,8 km du lac Chigoubiche qui est contournée par le Nord par la route 167 et le chemin de fer du Canadien National ;
- 108,1 km au Nord-Ouest de l’embouchure de la rivière Ashuapmushuan (confluence avec le lac Saint-Jean) ;
- 143,4 km au Nord-Ouest de l’embouchure du lac Saint-Jean (confluence avec la rivière Saguenay).

La Rivière du Chef se déverse sur la rive Nord de la rivière Ashuapmushuan, soit 9,1 km en aval de la confluence de la rivière Mazarin. À partir de la confluence de la Rivière du Chef, le courant descend la rivière Ashuapmushuan (longueur : 193 km), vers le Sud-Est, laquelle se déverse à Saint-Félicien (Québec) sur la rive Ouest du lac Saint-Jean.

## Toponymie
L'origine de cet hydronyme reste inconnue. Cette appellation qui est en usage au moins au XIXe siècle, est indiquée notamment sur une carte de l'arpenteur Henry O'Sullivan, tracée à la suite d'explorations effectuées entre 1897 et 1899. À partir de la fin du XVIIe siècle, ce cours d’eau a été utilisé comme une des routes ordinaires des voyages entre les lacs Saint-Jean et Mistassini. Le botaniste André Michaux l'a empruntée en 1792.
Ce cours d'eau est désigné « Shetshishkuesheu » par la communauté Innus, signifiant « rivière où il y a des ombrages ».
Le toponyme « Rivière du Chef » a été officialisé le 5 décembre 1968 à la Commission de toponymie du Québec, soit lors de sa création.